# Sybra javana
Sybra javana är en skalbaggsart som beskrevs av Stefan von Breuning 1939. Sybra javana ingår i släktet Sybra och familjen långhorningar. Inga underarter finns listade i Catalogue of Life.